# بيرسي غراي
بيرسي غراي (بالإنجليزية: Percy Gray)‏ هو رسام أمريكي، ولد في 3 أكتوبر 1869 في سان فرانسيسكو في الولايات المتحدة، وتوفي بنفس المكان في 10 أكتوبر 1952 بسبب نوبة قلبية.